# Mickey Thomas
John Michael "Mickey" Thomas (Cairo, Georgia, 3 de diciembre de 1949) es un músico estadounidense, popular por haber sido uno de los cantantes de las bandas Jefferson Starship y Starship. Además, ha colaborado con Elvin Bishop Group y Donna Summer, y ha grabado algunos álbumes en solitario.

## Discografía

### Solista
- As Long as You Love Me (1976)
- Alive Alone (1981)
- Over the Edge (2004)
- The Blues Masters Featuring Mickey Thomas (2010)
- Marauder (2011)

### Elvin Bishop Group
- Fooled Around and Fell in Love (1975)
- Struttin' My Stuff (1975)
- Hometown Boy Makes Good! (1976)
- Raisin' Hell (1977)

### Jefferson Starship
- Freedom at Point Zero (1979)
- Modern Times (1981)
- Winds of Change (1982)
- Nuclear Furniture (1984)

### Starship
- Knee Deep in the Hoopla (1985)
- No Protection (1987)
- Love Among the Cannibals (1989)
- Loveless Fascination (2013)